# Бинг, Томас
Томас Бинг (нем. Thomas Bing; род. 3 апреля 1990 года, Бад-Зальцунген) — немецкий лыжник, участник Олимпийских игр в Сочи, призёр молодёжного чемпионата мира. Специализируется в дистанционных гонках.
В Кубке мира Бинг дебютировал 3 декабря 2011 года, в декабре 2013 года единственный раз в карьере попал в десятку лучших на этапе Кубка мира, в эстафете. Кроме этого на сегодняшний момент имеет 9 попаданий в тридцатку лучших на этапах Кубка мира, 7 в личных и 2 в командных гонках. Лучшим достижением Бинга в общем итоговом зачёте Кубка мира является 93-е место в сезоне 2011/12.
На Олимпийских играх 2014 года в Сочи стал 37-м в скиатлоне, 32-м в спринте и 36-м в масс-старте на 50 км.
За свою карьеру в чемпионатах мира пока не участвовал. На молодёжном чемпионате мира 2013 года стал бронзовым призёром в гонке на 15 км свободным стилем, так же неоднократно был призёром юниорского чемпионата мира.
Использует лыжи и ботинки производства фирмы Rossignol.